# Пјесма Медитерана
Пјесма Медитерана (претходни назив Музички фестивал Будва, енгл. Music Festival Budva) је музички фестивал који се одржава сваког лета у Будви, Црна Гора. Фестивал се организује од 1992. године. Од 2008, општина Будва, заједно са предузећем ХТП Будванска ривијера су преузеле организацију. Године 2011, фестивал је отказан наводно због привредне кризе.

## Фестивал
Будванске летњи музички фестивал је једини музички фестивал на отвореном на Балкану. Фестивал траје три дана. Дан 1 и 2 су дани полуфинала, а дан 3 је последњи финални дан. Фестивал се обично одржава у јуну.

## Победници
Ово је списак досадашњих победника фестивала:
- 1992 - Слободан Ковачевић - Црна Гора
- 1993 - Мићо Вујовић - Будво мати моја
- 1994 - Макадам - Да ми је знати[6]
- 1995 - Рођа Раичевић - У тебе сам заљубљен (награда за најбољу композицију)[7] и Жељко Самарџић - Сипајте ми још један виски (награда за најбољу интерпретацију)[8]
- 1996 - Бисера Велетанлић - Једно лето касно
- 1997 - Екстра Нена - Одлазим (у категорији Медитеранске пјесме) и Тања Бањанин - Ја чиним све (у категорији Љетње пјесме)[9]
- 1998 - Чоби и Мима Караџић - Анка Которанка (у категорији Медитеранске пјесме) и Леонтина - Далеко (у категорији Љетње пјесме)
- 2000 - Маријана Злопаша - Зашто те волим (у категорији медитеранске музике), Кнез - Вјеруј (у категорији поп музике) и Александар Табаш и Бранислав Поповић - Сиви соко (победник публике)
- 2001 - Саша Васић - К'о лијана (у категорији поп музике), Марјан Стојановски - У чекању једне жене (у категорији медитеранске музике) и Бојан Бајрамовић - Ево зора (победник публике)[10]
- 2003 - Саша Матић - Мој град и Дадо Топић - Бајка о љубави
- 2004 - Марија Шерифовић - Бол до лудила'
- 2005 - Тијана Дапчевић - Све је исто само њега нема[11]
- 2006 - Инцанто - Чаролија
- 2007 - Стефан Филиповић - Небо и море'
- 2008 - Иван Чановић - Теби пјевам Будво
- 2009 - Нина Петковић - С друге стране сна[12]
- 2010 - Слађана Милошевић и Дадо Топић - Кад речи застану[13][14]